# Hochseilgarten Nagold

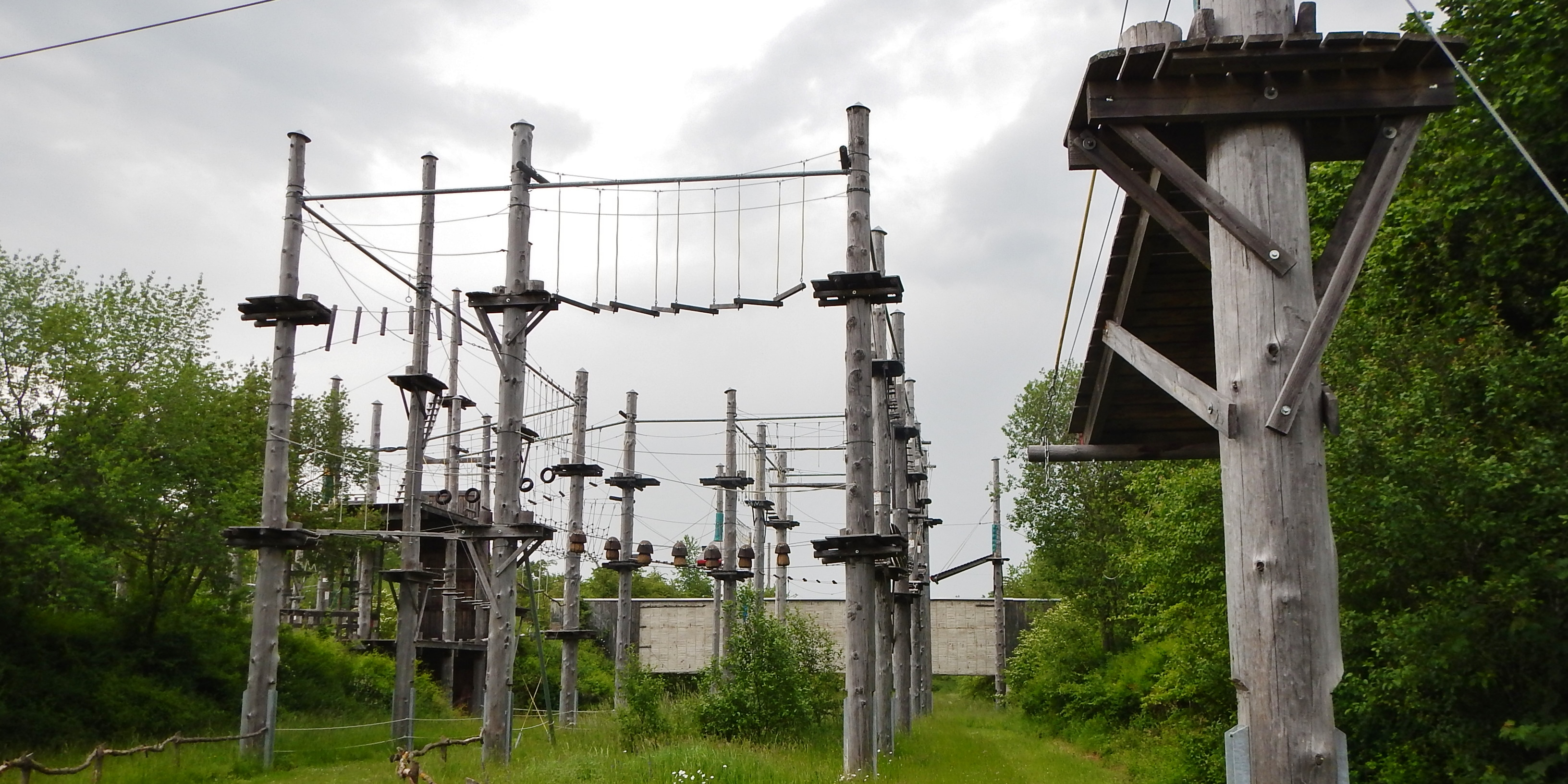
Hochseilgarten Nagold

Der Hochseilgarten Nagold ist einer der größten Hochseilgärten in Süddeutschland und liegt auf einem ehemaligen Militärgelände im Nordosten der Stadt Nagold in Baden-Württemberg.

## Geschichte
Der Hochseilgarten wurde 2009 auf dem Schießplatz der 1996 geschlossenen Eisbergkaserne auf dem Eisberg nordöstlich der Innenstadt von Nagold eingerichtet. In der Kaserne waren zuvor Fallschirmjäger der Luftlandebrigade 25 stationiert.

## Angebote
Der Seilgarten verfügt über 95 verschiedene Übungen zum Klettern, Hangeln und Fahren in insgesamt sieben Parcours mit verschiedenen Schwierigkeitsgraden. Zehn insgesamt 640 m lange Seilrutschen bieten einen Überblick über die Landschaft zwischen Nordschwarzwald und Schwäbischer Alb. Überlebenstrainings werden von ehemaligen Fallschirmjägern der Bundeswehr oder Angehörigen von Spezialkräften durchgeführt und dauern zwischen 24 und 30 Stunden. Auch Bogenschießen, ein funktionelles Outdoor-Fitnesstraining sowie verschiedene Events werden angeboten.
Abgesehen von Angeboten für einzelne Besucher bietet der Hochseilgarten auch Teamtraining für Firmen, Schulklassen und Gruppen an. Für Kletterinteressierte mit Höhenangst gibt es spezielle Höhenangsttrainings.